# Malaiseana
Malaiseana is een geslacht van wantsen uit de familie van de Reduviidae (Roofwantsen). Het geslacht werd voor het eerst wetenschappelijk beschreven door Norman Cecil Egerton Miller in 1954.

## Soorten
Het genus is monotypisch en bevat alleen de volgende soort:

- Malaiseana annulipes Miller, 1954